# Ales Harun

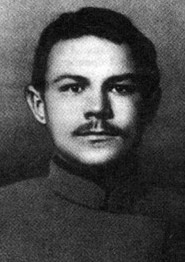
Ales Harun

Ales Harun (belarussisch Алесь Гарун, russisch Алесь Гарун Ales' Garun, eigentlich: Aljaksandr Prušinski, wiss. Transliteration Aljaksandr Uladzimiravič Prušynski, * 11. März 1887 bei Minsk; † 28. Juli 1920 in Krakau) war ein belarussischer Lyriker.

## Leben
Geboren in Minsk wuchs Ales Harun in einer armen aber gebildeten Familie auf. Mit fünf Jahren konnte er bereits polnisch und russisch lesen. Harun war ein begabter Schüler und ging mit zwölf Jahren in eine Berufsschule, welche er nach vier Jahren, 1902 beendete. Anschließend arbeitete er als Tischler und schloss sich 1904 der radikalen Bewegung der belarussischen Partei der Sozialisten und Revolutionären an. Er war an Kundgebungen aktiv beteiligt und wurde 1907 beim Drucken einer illegalen Zeitung festgenommen und in Einzelhaft gesteckt.
1908 wurde er nach Sibirien transportiert, wo er neun Jahre im Exil verbringen musste. In dieser Zeit ging er verschiedenen handwerklichen Arbeiten nach und schrieb Gedichte, welche er an die belarussische Zeitung Naša Niva (Unsere Flur) schickte. Diese Jahre im Exil hatten den positiven Effekt, dass er sich der Literatur und seinen kreativen Fähigkeiten widmen konnte. Seine ersten Werke waren humoristische Verse auf Russisch und politische Gedichte. 1914 hatte er die Möglichkeit seine Gedichtsammlung „Matčyn Dar“ (Das Geschenk der Mutter) nach Vilnius zu schicken, welche 1918 veröffentlicht wurde. 1917 kehrte er, an Tuberkulose erkrankt, nach Minsk zurück.
Zurück in Minsk nahm Harun schnell wieder politische und journalistische Aktivitäten auf und wurde Teilnehmer am ersten Belarussischen Volkskongress 1917. Anschließend wird er Mitglied des belarussischen Militärausschusses und arbeitet zusammen mit der polnischen Armee von Józef Piłsudski, in der Hoffnung, dass sich mit ihm die Aussichten auf ein unabhängiges Belarus verbessern.
Mit dem Rückzug von Piłsudski, verlässt auch Harun 1920 Minsk und stirbt am 28. Juli in Krakau.

## Wirken
Haruns Lyrik ist gezeichnet von seinem Einfallsreichtum und seiner Originalität. Seine Gedichte beinhalten eine Vielfalt an Formen, reichen Bildern und leidenschaftlichen Patriotismus. Am bekanntesten ist der Gedichtband: „Matčyn Dar“ (1918). Diese Gedichte sind den belarussischen Menschen gewidmet und offenbaren eine tiefe Liebe zur eigenen Nation.
Seine Literatur hat eine unverkennbare und starke Stimme.
Harun schrieb auch Dramen, vor allem für Kinder, wie z. B. „Der Junge im Wald“, welche nie aufgeführt, aber sehr gelobt wurden.
Obwohl Harun hauptsächlich Lyriker war, schrieb er auch anspruchsvolle Texte in Prosa, welche die raue Realität der Unterdrückung und den Kampf gegen die Widrigkeiten des Lebens aufzeigen.

„Harun gehört zu den bedeutendsten vorrevolutionären belarussischen Lyrikern. Die Liebe zum Vaterland und zu seiner Muttersprache zieht sich wie ein roter Faden durch alle Gedichte.“

## Werke
- Матчын дар (1918) (Matčyn Dar)
- Жывыя казкі (1920) (Žyvyja kazki)
- Мае коляды (1920) (Mae koljady)
- Сэрцам пачуты звон (1991) (Sėrcam pačuty zvon)

### Beiträge in Anthologien
- Harun, Aleś [Harun, Ales'] (1983): Das Glockenlied; Schneegestöber. Übers. Ferdinand Neureiter. In: Weißrussische Anthologie. München: Sagner 1983, S. 107–109. [Lyrik]
- Harun, Aleś [Harun, Ales] (1971): Herr Schabunewitsch. Übers. Norbert Randow. In: Störche über den Sümpfen. Berlin: Volk und Welt 1971, S. 98–108. [Prosa]